# Diables Rouges de Briançon
Diables Rouges de Briançon är en fransk ishockeyklubb från Briançon departementet Hautes-Alpes som spelar i Frankrikes högsta division, Ligue Magnus. De spelar sina hemmamatcher i René Froger Ishall som tar 2150 åskådare. Säsongen 2014/2015 spelade klubben även i Champions Hockey League (CHL); dock utan att lyckas ta någon poäng.

## Historik
Klubben grundades 1934 under namnet Hockey Club Brianconnais (HCB), men kallades ofta Etoile Sportive Brianconnaise. Senare antogs namnet Briancon Alpes Provence Hockey Club, och därefter SA Diables Rouges innan dagens namn antogs. År 2002 gick klubben upp i franska högsta ligan, och säsongen 2013/2014 blev klubben franska mästare för första gången. Detta medförde CHL-spel säsongen 2014/2015, vilket var klubbens första erfarenhet av europeiskt turneringsspel.